# SPG21
SPG21‏ (SPG21, maspardin) هوَ بروتين يُشَفر بواسطة جين SPG21 في الإنسان.